# NGC 1657
NGC 1657 è una galassia a spirale intermedia e barrata situata nella costellazione dell'Eridano, a una distanza di circa 205 milioni di anni luce dalla nostra Via Lattea.

## Scoperta
La galassia è stata scoperta il 21 dicembre 1881 dall'astronomo francese Édouard Stephan.

## Descrizione
NGC 1657 ha una classe di luminosità II-III e presenta una larga riga a 21 cm dell'idrogeno neutro.